# 高瀬連隊区
高瀬連隊区（たかせれんたいく）は、大日本帝国陸軍の連隊区の一つ。1907年（明治40年）に設置され、熊本県の一部地域の徴兵・召集等の兵事事務を取り扱った。1925年（大正14年）に廃止された。

## 沿革
日本陸軍の内地19個師団体制に対応するため陸軍管区表が改正（明治40年9月17日軍令陸第3号）され、1907年10月1日、高瀬連隊区を新設し第18師管第24旅管に属した。その管轄区域は陸軍管区表（明治40年軍令陸第3号）により次のとおり定められた。管轄区域は久留米連隊区・熊本連隊区から編入して形成された。
- 熊本県

菊池郡・鹿本郡・玉名郡・天草郡
日本陸軍の第三次軍備整理に伴い陸軍管区表が改正（大正14年4月6日軍令陸第2号）され、1925年5月1日に高瀬連隊区は廃止された。旧管轄区域は熊本連隊区に編入された。

## 司令官
- 島谷曠 歩兵少佐：1907年10月3日 - 1912年3月8日
- 高崎喜惣 歩兵中佐：1912年3月8日 - 1914年5月11日
- 梅津忠清 歩兵中佐：1914年5月11日 - 1915年8月10日
- 古賀義勇 歩兵中佐：1915年8月10日 - 1917年8月6日
- 坂初枝 歩兵大佐：1917年8月6日 - 1919年7月25日
- 長束保 歩兵中佐：1919年7月25日 -
- 志波敬高 歩兵大佐：不詳 - 1923年8月6日[3]
- 大野要 歩兵大佐：1923年8月6日[3] -